# Chieulles
Chieulles település Franciaországban, Moselle megyében. Lakosainak száma 413 fő (2022. január 1.). Chieulles Saint-Julien-lès-Metz, Charly-Oradour, Malroy, La Maxe és Vany községekkel határos.

## Népesség
A település népességének változása:
| Lakosok száma | 78   | 203  | 301  | 377  | 420  | 417  | 417  | 423  | 424  | 413  |
|               | 1968 | 1982 | 1990 | 2006 | 2013 | 2015 | 2017 | 2019 | 2020 | 2022 |